# José Lourenço Gomes da Silva
José Lourenço Gomes da Silva, mais conhecido como beato José Lourenço, (Pilões de Dentro, 22 de janeiro de 1872 — Exu, 12 de fevereiro de 1946) foi o líder da comunidade Caldeirão de Santa Cruz do Deserto, localizada na zona rural do Crato (Ceará).

## Biografia
José Lourenço Gomes da Silva era paraibano da cidade de Pilões de Dentro, nascido em 1872, filhos de escravos alforriados – Lourenço Gomes da Silva e Teresa Maria da Conceição. Muito jovem foi trabalhar na agricultura, afastado da família, que migrara para Juazeiro do Norte. Aos vinte anos de idade, José Lourenço vai para Juazeiro, onde reencontra sua família e se torna beato.

### Baixa Dantas
Em Juazeiro, José Lourenço conquista a confiança do vigário local e é encarregado de liderar uma missão, para onde o Padre Cícero enviaria os flagelados da região. José Lourenço então arrendou terras no sítio Baixa Dantas, no município do Crato, para exploração agrícola comunitária. Lá permaneceria de 1894 ou 1895 até 1926, ano em que o sítio é vendido pelo proprietário, coronel João de Brito, sem qualquer indenização ao beato e seus seguidores.
A comunidade do sítio desenvolveu-se  rapidamente, o que despertou a fúria dos fazendeiros. Possivelmente com o intuito de colocar o beato em descrédito, espalhou-se a notícia de que os membros da comunidade veneravam o  boi Mansinho, um mestiço de zebu que pertencera ao Padre Cícero. Em 1921, a Igreja Católica, que já estava irritada com os supostos fenômenos sobrenaturais ocorridos em Juazeiro do Norte, pressionou o Padre Cícero para que tomasse uma decisão. Para evitar maiores transtornos, Floro Bartolomeu, um político local, amigo do Padre Cícero, ordenou que sacrificassem o boi e prendessem José Lourenço. O beato foi solto semanas depois, a pedido do padre Cícero. 

### Caldeirão
Depois da confusão, José Lourenço Gomes da Silva decidiu transferir a comunidade para o Caldeirão, um local mais afastado. Entretanto as perseguições continuaram e, em 11 de maio de 1937, com a conivência do clero e de latifundiários locais, a comunidade foi invadida e arrasada por forças policiais, apoiadas por aviões da FAB. Cerca de 700 camponeses foram mortos. 
Caldeirão era uma comunidade autossustentável que dava abrigo a famílias camponesas que fugiam da exploração imposta pelos latifundiários. O caso do massacre do Caldeirão costuma ser comparado à guerra de Canudos (1896-1897), na Bahia, e à guerra do Contestado  (1912-1916), na fronteira entre os estados do Paraná e Santa Catarina — episódios com desfechos semelhantes.   
José Lourenço fugiu para Exu, onde morreu em 1946 de peste bubônica, tendo sido sepultado em Juazeiro do Norte.

## Ação judicial
Em 2008, a ONG cearense SOS Direitos Humanos ajuizou uma Ação Civil Pública na Justiça Federal do Ceará requerendo que a União Federal e o Estado do Ceará informem a localização da cova comum onde o Exército e a Polícia Militar do Ceará enterraram as vítimas do Sítio Caldeirão, massacradas em 1937.
A ação foi extinta, sem julgamento de mérito, pelo juiz da 16.ª Vara Federal de Juazeiro do Norte, a pedido do Ministério Público Federal que em seu parecer declarou:
a) o massacre ocorreu há mais de 70 anos e estava prescrito
b) não há como encontrar os restos mortais pelo tempo que o crime ocorreu.
A SOS Direitos Humanos, inconformada com a decisão do juiz, apelou ao TRF da 5.ª região, em Recife, aduzindo que:
a) o crime de desaparecimento de pessoas é imprescritível,
b) os restos mortais estão em local árido, a Chapada do Araripe, e portanto podem ser encontrados, a exemplo da família do Czar Romanov, que foi morta em 1918 e encontrada nos anos de 1991 e 2007.